# Франц Албрехт фон Саксония-Лауенбург
Франц Албрехт фон Саксония-Лауенбург (на немски: Franz Albrecht von Sachsen-Lauenburg, * 31 октомври 1598, † 10 юни 1642 в Швайдниц) от род Аскани е принц от Саксония-Лауенбург и императорски и саксонски фелдмаршал през Тридесетгодишната война.
Той е приет в литературното общество Fruchtbringende Gesellschaft.
Франц Карл е син на херцог Франц II от Саксония-Лауенбург (1547 – 1619) и втората му съпруга Мария (1566 – 1626), дъщеря на херцог Юлий от Брауншвайг-Волфенбютел.
Франц Албрехт започва военна служба в Швеция и след това в пфалцската войска във войната в Бохемия.
По-късно Франц Албрехт живее в двора на херцог Фридрих Улрих фон Брауншвайг-Волфенбютел, където започва любовна връзка през 1623 г. с неговата съпруга Анна София, която чрез писма е разкрита и води до края на брака на Брауншвайгската херцогска двойка.
През 1625 г. Франц Албрехт започва императорска служба като комендант на кавалерията при Албрехт фон Валенщайн при завладяването на град Хале на Заале. Валенщайн използва Франц Албрехт за дипломатически мисии при курфюрста на Саксония. През 1631 г. императорът го номинира за генералвахтмайстер. През 1632 г. Франц Албрехт отива на протестантската страна в шведския лагер. При смъртта на Густав II Адолф той е на близо до него и е заподозрян, че го застрелял заговорнически.
Малко след това той отива да служи в саксонската войска и става фелдмаршал на Курфюрство Саксония. Като такъв Франц Албрехт преговаря с граф Галас за премирие в Силезия. През февруари 1634 г. Валенщайн го изпраща при херцог Бернхард фон Ваймар в Регенсбург, за да води тайни преговори. На връщане той попада в ръцете на импраторските поддръжници, които го завеждат във Виена. Обвинен в знание за конспирацията на Валенщайн срещу император Фердинанд II, Франц Албрехт заедно с брат му, императорският полковник Юлий Хайнрих, е арестуван и затворен. През август 1635 г. той е отново освободен от затвора.
От 1637 до 1640 г. той има конфликт с херцог Адолф Фридрих от Мекленбург-Шверин. На 21 февруари 1640 г. Франц Албрехт се жени за Христина Маргарета (1615 – 1666), дъщеря на херцог Йохан Албрехт фон Мекленбург-Гюстров, и същата година получава Господство Пинеберг от император Фердинанд III. През 1641 г. той става императорски фелдмаршал и командир на императорската воойска в Горна Лужица. През януари 1642 г. той е командир при ерцхерцог Леополд Вилхелм и освобождава почти цяла Силезия от Швеция. В битка с генерал Ленарт Тощенсон при Швайдниц той е тежко ранен, попада в плен и умира малко след това на 10 юни 1642 г.
Вдовицата му се омъжва на 6 юлй 1650 г. в Хамбург за херцог Христиан Лудвиг I (1623 – 1692) от Мекленбург-Шверин и понеже го напуснала през 1660 г. се развежа през 1663 г.